# Wiesenbach (Schwaben)

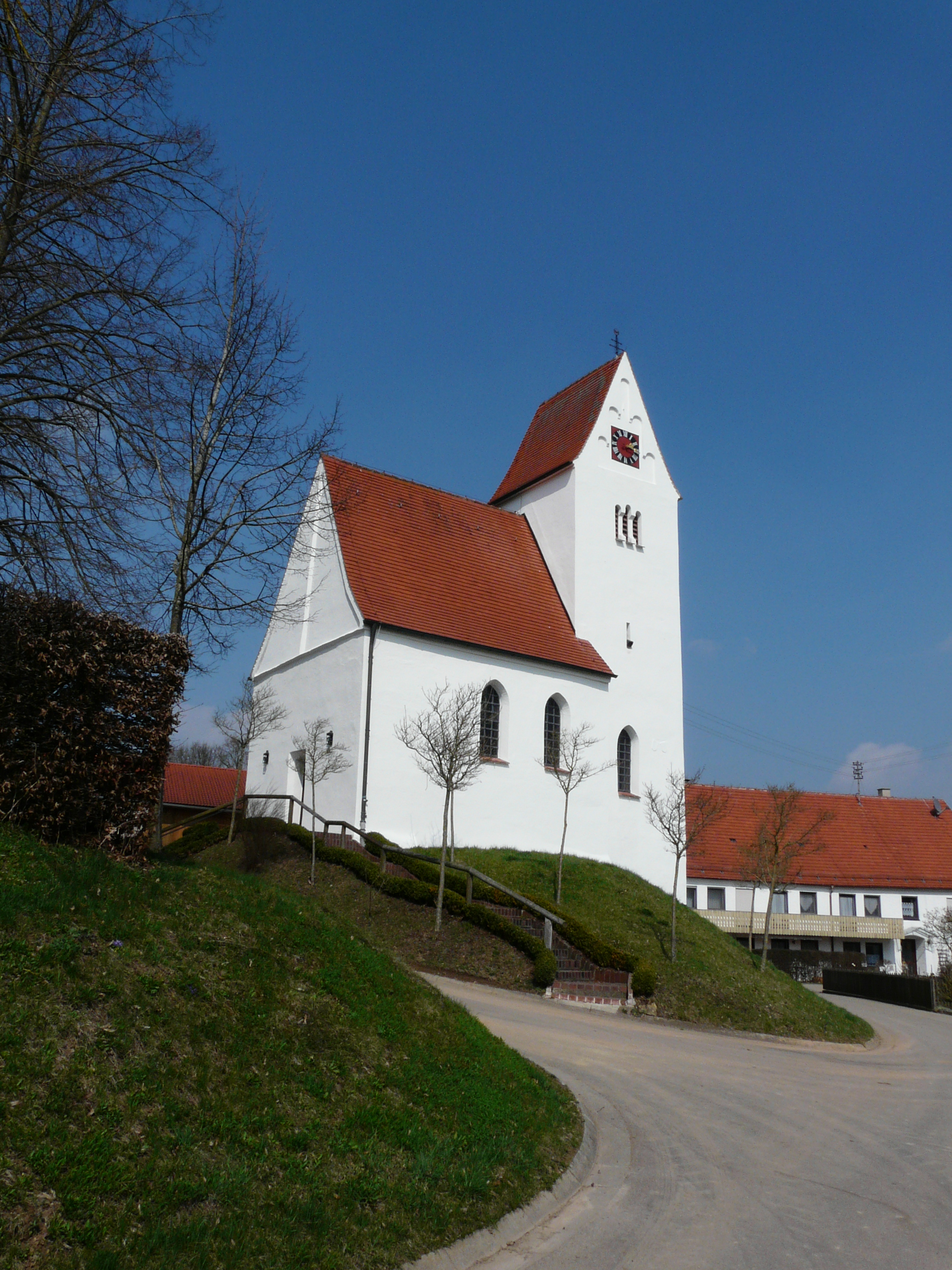
Kirche in Unterwiesenbach

Wiesenbach ist eine Gemeinde im schwäbischen Landkreis Günzburg. Die Gemeinde ist Mitglied der Krumbach. Einen gleichnamigen Ort gibt es nicht.

## Geografie
Wiesenbach liegt in der Region Donau-Iller.
Es gibt drei Gemarkungen und vier Gemeindeteile (in Klammern ist der Siedlungstyp angegeben):
- Oberegg (Dorf)
- Oberwiesenbach (Pfarrdorf)
- Unterwiesenbach (Kirchdorf) mit Sausenthal (Dorf)

## Geschichte

### Bis zur Gemeindegründung
Der Ortsadel der Wiesenbacher verkaufte seinen Besitz 1398 an die Grafen von Kirchberg. Im Jahr 1447 kam Wiesenbach zum Reichsstift Kloster Roggenburg. Seit dem Reichsdeputationshauptschluss von 1803 gehört der Ort zu Bayern. Im Zuge der Verwaltungsreformen in Bayern entstand mit dem Gemeindeedikt von 1818 die Gemeinden Oberwiesenbach und Unterwiesenbach.

### Eingemeindungen
Im Zuge der Gebietsreform in Bayern wurden am 1. Mai 1978 die Gemeinden Oberegg und Oberwiesenbach in die Gemeinde Unterwiesenbach eingegliedert.

### Namensänderung
Am 31. Oktober 1978 wurde der Name der Gemeinde Unterwiesenbach amtlich in Wiesenbach geändert.

### Einwohnerentwicklung
| Bevölkerungsentwicklung | Bevölkerungsentwicklung | Bevölkerungsentwicklung | Bevölkerungsentwicklung | Bevölkerungsentwicklung | Bevölkerungsentwicklung | Bevölkerungsentwicklung | Bevölkerungsentwicklung | Bevölkerungsentwicklung | Bevölkerungsentwicklung | Bevölkerungsentwicklung | Bevölkerungsentwicklung | Bevölkerungsentwicklung | Bevölkerungsentwicklung | Bevölkerungsentwicklung |
| ----------------------- | ----------------------- | ----------------------- | ----------------------- | ----------------------- | ----------------------- | ----------------------- | ----------------------- | ----------------------- | ----------------------- | ----------------------- | ----------------------- | ----------------------- | ----------------------- | ----------------------- |
| Jahr                    | 1840                    | 1900                    | 1939                    | 1950                    | 1961                    | 1970                    | 1987                    | 1991                    | 1995                    | 2000                    | 2005                    | 2010                    | 2015                    |                         |
| Einwohner               | 791                     | 728                     | 801                     | 1230                    | 870                     | 841                     | 845                     | 897                     | 904                     | 907                     | 972                     | 994                     | 963                     |                         |

Zwischen 1988 und 2018 wuchs die Gemeinde von 863 auf 983 um 120 Einwohner bzw. um 13,9 %.

## Politik

### Gemeinderat
Der Gemeinderat hat acht Mitglieder. Bei der Kommunalwahl 2020 entfielen jeweils vier Sitze auf die Freie Wählergruppe Wiesenbach (FWW, 54,6 %) und die Unabhängigen Wähler Wiesenbach (UWW, 45,4 %).
Bürgermeister seit Abschluss der Gemeindereform waren:
- 1978–1982: Anton Müller
- 1982–1983: Ludwig Negele kommissarisch bis zur Wahl
- 1983–1984: Blasius Müller
- 1984–2002: Fritz Birle (Freie Wählergruppe)
- 2002–2020: Ilse Thanopoulos (Freie Wählergruppen)

### Bürgermeister
Erster Bürgermeister ist seit 1. Mai 2020 Gilbert Edelmann, gemeinsam von Freier Wählergemeinschaft und Unabhängigen Wählern nominiert und am 15. März 2020 mit 95,5 % der Stimmen gewählt.

### Wappen
|  | Blasonierung: „Gespalten von Blau und Gold; vorne ein links gewendeter golden gekrönter und bewehrter silberner Löwe, hinten auf grünem Boden nebeneinander drei grüne Roggenähren.“ |
|  | |

## Wirtschaft einschließlich Land- und Forstwirtschaft
2023 gab es 112 sozialversicherungspflichtig Beschäftigte am Arbeitsort, 487 sozialversicherungspflichtig Beschäftigte am Wohnort und 8 Arbeitslose. Im verarbeitenden Gewerbe gab es einen Betrieb, im Bauhauptgewerbe zwei Betriebe. 2020 bestanden 23 landwirtschaftliche Betriebe mit einer landwirtschaftlich genutzten Fläche von 726 ha.

## Söhne und Töchter der Gemeinde
- Eugen Wohlhaupter (1900–1946), geboren in Unterwiesenbach, deutscher Rechtshistoriker
- Josef Spies (1906–1985), geboren in Oberwiesenbach, Politiker (CSU), Bundestagsabgeordneter